# Bill Haley & His Comets
Bill Haley & His Comets was een Amerikaanse rock-'n-rollband uit Chester, Pennsylvania rond zanger Bill Haley, opgericht in 1947. De groep is vooral bekend van de single "Rock Around the Clock", de eerste nummer 1-hit uit de rock-'n-rollgeschiedenis. Andere hits zijn "Crazy Man, Crazy", "Shake, Rattle and Roll", "Dim, Dim the Lights", "Rock-A-Beatin' Boogie", "Razzle-Dazzle", "See You Later, Alligator", "The Saints Rock 'N' Roll" en "Rip It Up". De band bleef actief tot het overlijden van Haley in 1981, waarna diverse oud-leden als eerbetoon op bleven treden onder de naam The Comets.

## Carrière

### Ontstaan
Bill Haley begon zijn carrière halverwege de jaren '40 bij de bands The Down Homers en The Four Aces of Western Swing. In 1949 ging deze band over in Bill Haley and the Saddlemen, die voornamelijk countrynummers met een bluessausje speelde. Destijds werd Haley beschouwd als een van de beste jodelaars in de Verenigde Staten. De band bracht een aantal singles uit, waaronder een cover van "Rocket 88" van Jackie Brenston, dat over het algemeen als deeerste rock-'n-rollopname wordt gezien.
In 1952 wilde de groep van naam veranderen om meer aan te sluiten bij de nieuwe muziekstijl die het speelde. Een vriend van Haley stelde de naam The Comets voor, aangezien hij vaak hoorde dat de naam van de komeet Halley verkeerd werd uitgesproken. In 1953 verscheen de single "Crazy Man, Crazy", dat elementen uit de rock'-n-roll en de rockabilly bevatte en de twaalfde plaats in de Amerikaanse Billboard Hot 100 bereikte.

### Doorbraak en "Rock Around the Clock"

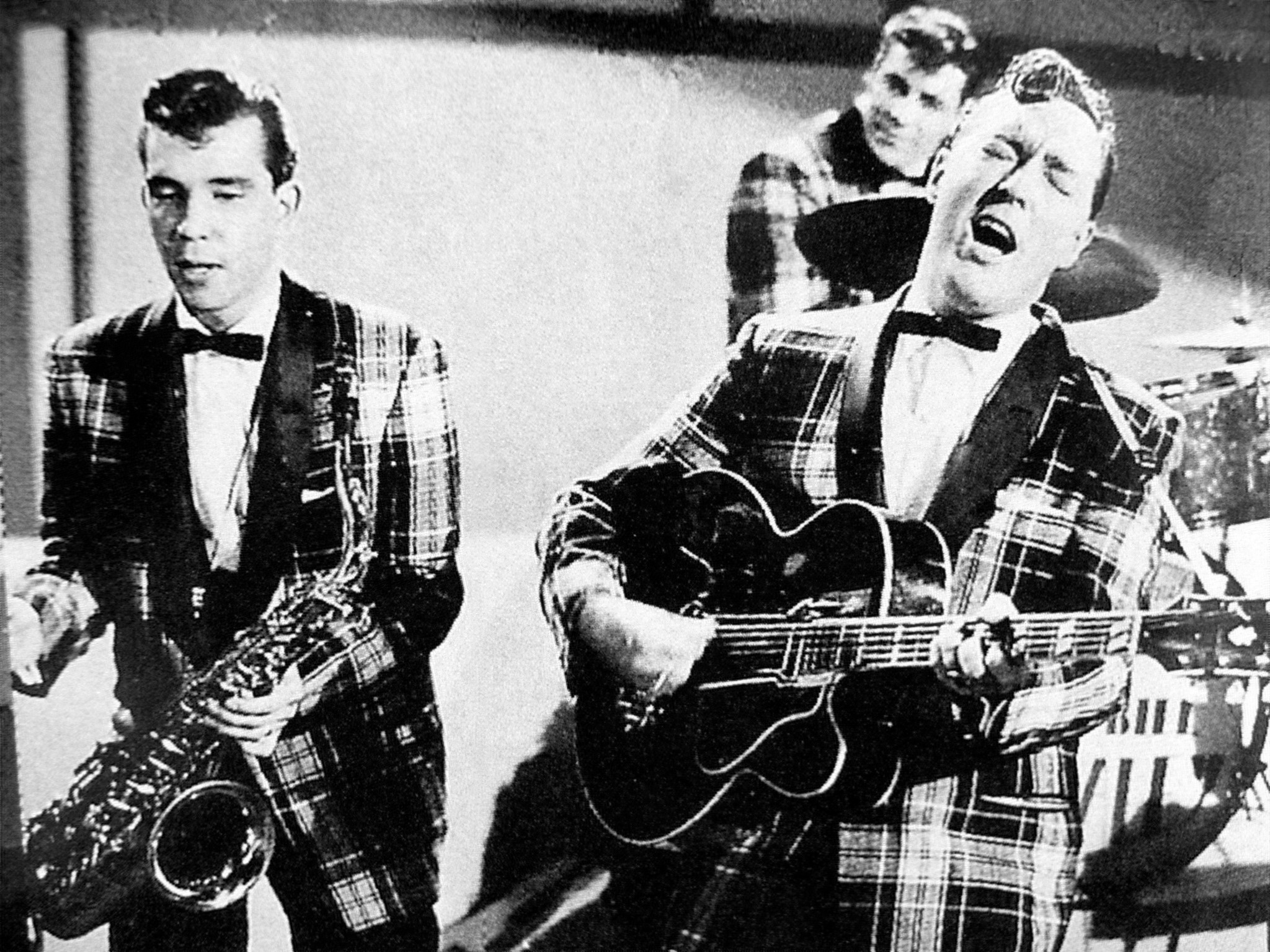
Bill Haley & His Comets in 1954. Van links naar rechts: Joey D'Ambrosio, Dick Richards en Bill Haley.

"Crazy Man, Crazy" wordt gezien als een van de eerste rock-'n-rollnummers die een hit werd. In de lente van 1954 tekende de band een platencontract bij Decca Records. Op 12 april namen zij "Rock Around the Clock" op, dat zou uitgroeien tot het bekendste nummer van Haley en een van de belangrijkste opnames in de geschiedenis van de rock-'n-roll. Het succes van het lied begon langzaam, aangezien het op de B-kant van de single verscheen, maar had voldoende succes om Decca te doen besluiten om een tweede opnamesessie voor de band te boeken. Hierin werd de cover "Shake, Rattle and Roll" opgenomen.
In maart 1955 stonden Bill Haley & His Comets met vier singles in de top 50 van de Amerikaanse hitlijsten. Alhoewel "Shake, Rattle and Roll" nooit zo belangrijk werd als "Rock Around the Clock", werd het eerder een hit dan de bekendere single. Dit arrangement werd in 1956 ook gebruikt voor de versie van Elvis Presley. Eind 1954 bereikte de single "Dim, Dim the Lights" de Amerikaanse r&b-lijsten en werd hiermee een van de eerste singles van een blanke groep die deze lijst behaalde.
Op 19 maart 1955 ging de film Blackboard Jungle in première, waarin "Rock Around the Clock" te horen was. Het lied werd opnieuw als single uitgebracht om mee te liften op het succes van de film, ditmaal op de A-kant. Het werd de eerste wereldwijde rock-'n-rollhit en stond acht weken op de eerste plaats in de Billboard Hot 100. De optredens van de band stonden indertijd bekend als acrobatisch. Later dat jaar verlieten een aantal belangrijke leden de band omdat zij vonden dat zij niet genoeg betaald kregen, waarop Haley hen door andere muzikanten verving. Latere hits van de groep waren "See You Later, Alligator", "Don't Knock the Rock", "Rock-a-Beatin' Boogie", "Rudy's Rock" en "Skinny Minnie".
Op 31 mei 1955 traden Bill Haley & His Comets op in het televisieprogramma Texaco Star Theater, waar zij "Rock Around the Clock" playbackten. Op 7 augustus werd tijdens The Ed Sullivan Show een liveversie van het lied gespeeld. In 1956 had de groep rollen in twee van de eerste rock-'n-rollfilms Rock Around the Clock en Don't Knock the Rock. In 1957 trad de band nogmaals op in The Ed Sullivan Show en verschenen zij ook in de programma's American Bandstand en The Dick Clark Show op het scherm.

### Verminderde populariteit en Mexicaans succes
In 1956 en 1957 werden jongere en wildere rock-'n-rollacts als Elvis Presley, Jerry Lee Lewis en Little Richard succesvol, waardoor de populariteit van Bill Haley & His Comets begon te dalen. Na de hitsingle "Skinny Minnie" uit 1958 had de band in de Verenigde Staten weinig succes meer. In andere landen, zoals het Verenigd Koninkrijk en Australië, bleef de band wel populair en gingen zij hier in 1957 op tournee. In 1958 volgde een tournee door Europa, waar Presley, die op dat moment in Duitsland in militaire dienst was, de groep af en toe backstage opzocht.
In de Verenigde Staten begon Haley zijn eigen platenlabel Clymax, dat het slechts een jaar volhield. In 1959 tekende de band een nieuw contract met Warner Bros. Records, waarmee zij in 1960 twee redelijk succesvolle albums uitbrachten. In 1961 had de band een onverwachte hit in Mexico met de single "Twist Español", dat inhaakte op de nieuwe dansrage, de twist. De daaropvolgende single "Florida Twist" was destijds de bestverkochte single ooit in Mexico. In de daaropvolgende jaren had de band een aantal grote Spaanstalige hits in Latijns-Amerika en traden zij op in diverse films. In 1966 speelden de muzikanten als achtergrondband van Big Joe Turner, die door Haley als idool werd gezien.
In 1967 had de band geen platencontract, maar traden zij nog wel regelmatig in Noord-Amerika en Europa op. Haley nam zonder de Comets een aantal demo's op, die pas dertig jaar later werden uitgebracht. In 1968 werd voor United Artists Records een cover van "That's How I Got to Memphis" opgenomen, maar hier vloeide geen langdurige samenwerking uit. Om zijn carrière uit het slop te krijgen, verhuisde Haley naar Europa.

### Hernieuwd succes
Tegen het eind van de jaren '60 werd Bill Haley & His Comets gezien als een "gouwe ouwe"-band, maar in Europa verdween hun populariteit nooit. In 1968 tekenden zij een platencontract met het Zweedse Sonet Records en namen zij een nieuwe versie van "Rock Around the Clock" uit, die in diverse Europese landen de hitlijsten behaalde. In het daaropvolgende decennium werden diverse studio- en livealbums opgenomen. In 1969 werd in de Verenigde Staten een reeks rock-'n-rollrevivalconcerten gegeven, waar Bill Haley & His Comets bij optraden. Na een van de concerten kreeg Haley een staande ovatie van ruim acht minuten.
Begin jaren '70 verscheen de band in een aantal concertfilms, waaronder The London Rock and Roll Show en Let the Good Times Roll. Na 1974 speelde de band vrijwel alleen nog maar concerten in Europa, omdat het door problemen met de belasting en zijn management onmogelijk was geworden voor Haley om nog in de Verenigde Staten op te treden. Datzelfde jaar stond de originele opname van "Rock Around the Clock" weer in de Amerikaanse hitlijsten na het gebruik in de film American Graffiti en de televisieserie Happy Days, waar het in de eerste twee seizoenen dienst deed als themanummer.

### Latere carrière en einde
Nadat saxofonist Rudy Pompilli, de beste vriend van Haley die al twintig jaar lid was van de band, in februari 1976 overleed, ging Bill Haley & The Comets op tournee met een aantal andere saxofonisten. De populariteit van de band verdween echter weer langzaam. Haley had al zeker sinds 1974 alcoholproblemen en begin 1977 kondigde hij zijn pensioen aan. In de daaropvolgende twee jaar traden The Comets zonder Haley regelmatig op. In 1979 werd Haley overgehaald om in Europa op tournee te gaan. Hij trad hier met voornamelijk Britse muzikanten op. Op 26 november trad de band op voor koningin Elizabeth II van het Verenigd Koninkrijk, waarover Haley later verklaarde dat dit het beste moment van zijn carrière was.
In 1979 verscheen Everyone Can Rock & Roll, het laatste album dat tijdens het leven van Haley werd uitgebracht. In juni 1980 trad de band in Zuid-Afrika voor het laatst op. Kort voor de start van deze tournee werd bij Haley een hersentumor vastgesteld; later werd een reeks optredens in Duitsland afgezegd. Na zijn laatste concerten begon Haley te werken aan een verhaal dat als basis voor een biografische film zou worden gebruikt. Er waren plannen voor een nieuw album voordat de hersentumor een verandering in zijn gedrag veroorzaakte. Hierop keerde hij terug naar zijn huis in Harlingen, Texas.
In zijn laatste maanden leefde Haley in een eigen kamer en verslechterde zijn alcoholverslaving. Hij werd vaak opgepakt door de politie en werd uiteindelijk naar het ziekenhuis overgebracht, waar werd vastgesteld dat zijn hersenen een overvloed aan chemische stoffen aanmaakten. Er werd hem medicatie toegeschreven, maar hij moest hiervoor wel stoppen met drinken. Het hielp echter niet en zijn gezondheid ging nog verder achteruit. In zijn laatste weken vertoonde hij verward gedrag. Op 9 februari 1981 overleed hij op 55-jarige leeftijd aan een hartaanval in zijn slaap.
In april 1981 stonden Bill Haley & His Comets in de Britse hitlijsten met "Haley's Golden Medley", een door Stars on 45 geïnspireerde medley die snel in elkaar werd gezet. In 1987 werd Haley opgenomen in de Rock and Roll Hall of Fame. Achtergrondmuzikanten werden destijds niet opgenomen in de Hall of Fame, maar nadat deze regel in 2012 werd afgeschaft werden The Comets ook door het instituut opgenomen. Ook kwam de band in de Rockabilly Hall of Fame en de Michigan Rock and Roll Legends Hall of Fame terecht. Sinds de dood van Haley gingen verschillende groepen op tournee onder de namen The Comets, Bill Haley's Comets, Bill Haley's Original Comets, A Tribute to Bill Haley en The Original Band als eerbetoon aan de overleden naamgever.

## Bezetting
In deze lijst worden alleen bandleden genoemd die officieel als lid zijn bevestigd.
Gitaristen
- Bill Haley (ook zanger)
- Franny Beecher
- Johnny Kay
- Bill Turner
- Nick Masters

Steelgitaristen
- Billy Williamson
- Nick Nastos
- Fritz Riddell

Pianisten
- Johnny Grande (ook accordeon)
- Joey Welz

Basgitaristen
- Marshall Lytle
- Al Rex
- Al Pompilli
- Al Rappa
- Louis Torres
- Ray Cawley
- Dave "Chico" Ryan

Drummers
- Earl Famous
- Dick Richards
- Don Raymond
- Ralph Jones
- John Lane
- Buddy Dee

Saxofonisten
- Joey Ambrose (tenorsaxofoon)
- Rudy Pompilli (tenorsaxofoon)
- Al Dean (tenorsaxofoon)
- Pete Thomas

## Discografie
In deze lijst worden alleen de studioalbums genoemd.
- 1954: Rock with Bill Haley and the Comets
- 1955: Shake, Rattle and Roll
- 1955: Rock Around the Clock
- 1956: Rock 'n' Roll Stage Show
- 1957: Rockin' the Oldies
- 1958: Rockin' Around the World
- 1959: Bill Haley's Chicks
- 1959: Strictly Instrumental
- 1960: Bill Haley and His Comets
- 1960: Haley's Juke Box
- 1961: Twist
- 1961: Bikini Twist
- 1962: Twist Vol. 2
- 1962: Twist en Mexico
- 1963: Rock Around the Clock King
- 1963: Madison
- 1963: Carnaval de Ritmos Modernos
- 1964: Surf Surf Surf
- 1966: Whiskey a Go-Go
- 1966: Bill Haley a Go-Go
- 1971: Rock Around the Country
- 1973: Just Rock 'n' Roll Music
- 1979: Everyone Can Rock and Roll

### Hitnoteringen

#### Singles
| Single met eventuele hitnotering(en) in de Nederlandse Top 40 | Datum van verschijnen | Datum van binnenkomst | Hoogste positie | Aantal weken | Opmerkingen                    |
| ------------------------------------------------------------- | --------------------- | --------------------- | --------------- | ------------ | ------------------------------ |
| Pre-Top 40                                                    |                       |                       |                 |              |                                |
| Rock Around the Clock                                         | 10-05-1954            | -                     | -               | -            | Nr. 4 in de Elsevier Hitparade |
| See You Later, Alligator                                      | 02-01-1956            | -                     | -               | -            | Nr. 7 in de Elsevier Hitparade |
| Top 40                                                        |                       |                       |                 |              |                                |
| Rock Around the Clock                                         | 1968                  | 15-06-1968            | 27              | 5            | heropname                      |

| Single met hitnotering(en) in de Vlaamse Ultratop 50 | Datum van verschijnen | Datum van binnenkomst | Hoogste positie | Aantal weken | Opmerkingen |
| ---------------------------------------------------- | --------------------- | --------------------- | --------------- | ------------ | ----------- |
| Mambo Rock                                           | 1955                  | 01-05-1955            | 7               | 8            |             |
| Razzle-Dazzle                                        | 25-06-1955            | 01-09-1955            | 19              | 4            |             |
| Rock Around the Clock                                | 10-05-1954            | 01-11-1955            | 2               | 54           |             |
| See You Later, Alligator                             | 02-01-1956            | 01-03-1956            | 4               | 20           |             |
| R-O-C-K                                              | 26-03-1956            | 01-05-1956            | 3               | 20           |             |
| Rip It Up                                            | 1956                  | 01-10-1956            | 6               | 12           |             |
| Hot Dog Buddy Buddy                                  | 04-06-1956            | 01-11-1956            | 17              | 4            |             |
| Rudy's Rock                                          | 10-10-1956            | 01-12-1956            | 16              | 8            |             |
| Don't Knock the Rock                                 | 12-1956               | 01-02-1957            | 6               | 8            |             |

#### NPO Radio 2 Top 2000
| Nummers met noteringen in de NPO Radio 2 Top 2000 | '99  | '00  | '01  | '02 | '03 | '04 | '05 | '06  | '07 | '08 | '09  | '10  | '11  |
| ------------------------------------------------- | ---- | ---- | ---- | --- | --- | --- | --- | ---- | --- | --- | ---- | ---- | ---- |
| Rock Around the Clock (met Bill Haley)            | 239  | 516  | 636  | 740 | 660 | 896 | 891 | 1253 | 959 | 906 | 1725 | 1658 | 1686 |
| See You Later, Alligator (met Bill Haley)         | 1510 | 1795 | 1893 | -   | -   | -   | -   | -    | -   | -   | -    | -    | -    |

1. ↑  Een '-' betekent dat het nummer niet was genoteerd en een vetgedrukt getal geeft de hoogste notering van een nummer aan.
2. ↑  Deze tabel is bijgewerkt tot en met de laatste editie (2024).